# Janvier 1856

## Événements
- 5 janvier : le vice-roi d'Égypte Ismaïl Pacha signe l'acte de concession autorisant son ami Ferdinand de Lesseps à percer le canal de Suez. Les Britanniques sont furieux.

- 7 janvier : fin de la présidence de Joseph Jenkins Roberts, le premier président du Liberia.

- 18 janvier : fin de la Guerre de Crimée contre la Russie.

- 31 janvier : Trinley Gyatso devient le douzième dalaï-lama (fin en 1875).

## Naissances
- 6 janvier : Martin Feuerstein, peintre germano-alsacien († 13 février 1931).
- 7 janvier : Richard Caton Woodville, peintre et illustrateur britannique († 17 août 1927).
- 12 janvier : John Singer Sargent, peintre américain († 14 avril 1925).
- 15 janvier : Paul de Favereau, homme politique belge († 26 septembre 1922).